# Вейгель (лунный кратер)
Кратер Вейгель (лат. Weigel) — ударный кратер в юго-западной части видимой стороны Луны. Название присвоено в честь немецкого математика, астронома и философа Эрхарда Вейгеля (1625—1699) и утверждено Международным астрономическим союзом в 1935 г. 

## Описание кратера
Ближайшими соседями кратера являются кратер Сегнер на западе; кратер Шиллер на севере, кратер Рост на северо-востоке, кратер Шейнер на юго-востоке и кратер Беттини на юго-западе. Селенографические координаты центра кратера 58°23′ ю. ш. 39°20′ з. д. / 58,39° ю. ш. 39,34° з. д., диаметр 34,9 км, глубина 2,36 км.
Вал кратера умеренно разрушен, северную часть вала перекрывает небольшой кратер, восточная часть вала перекрыта сателлитным кратером Вейгель А (см. ниже) и небольшим безымянным кратером. К юго-западной части кратера примыкает сателлитный кратер Вейгель В испещренный множеством мелких кратеров. Высота вала кратера Вейгель над окружающей местностью 970 м., объем кратера составляет приблизительно 880 км³. Дно чаши кратера ровное, без приметных структур.

## Сателлитные кратеры
| Вейгель | Координаты                                            | Диаметр, км |
| ------- | ----------------------------------------------------- | ----------- |
| A       | 58°43′ ю. ш. 37°59′ з. д. / 58,71° ю. ш. 37,98° з. д. | 15,2        |
| B       | 58°49′ ю. ш. 41°32′ з. д. / 58,82° ю. ш. 41,53° з. д. | 38,5        |
| C       | 59°37′ ю. ш. 42°07′ з. д. / 59,61° ю. ш. 42,12° з. д. | 9,8         |
| D       | 58°09′ ю. ш. 42°00′ з. д. / 58,15° ю. ш. 42° з. д.    | 14,1        |
| E       | 56°57′ ю. ш. 42°23′ з. д. / 56,95° ю. ш. 42,39° з. д. | 10,2        |
| F       | 57°30′ ю. ш. 41°12′ з. д. / 57,5° ю. ш. 41,2° з. д.   | 7,8         |
| G       | 57°52′ ю. ш. 35°44′ з. д. / 57,86° ю. ш. 35,73° з. д. | 6,4         |
| H       | 58°22′ ю. ш. 41°07′ з. д. / 58,37° ю. ш. 41,12° з. д. | 16,5        |

- Образование сателлитного кратера Вейгель B относится к нектарскому периоду[5].